# Majdan Kukawiecki
Majdan Kukawiecki – wieś w Polsce położona w województwie lubelskim, w powiecie chełmskim, w gminie Wojsławice.
W latach 1975–1998 miejscowość administracyjnie należała do województwa chełmskiego. 
Wieś jest sołectwem w gminie Wojsławice. Według Narodowego Spisu Powszechnego (III 2011 r.) liczyła 45 mieszkańców i była dziewiętnastą co do wielkości miejscowością gminy Wojsławice.
Wierni Kościoła rzymskokatolickiego należą do parafii św. Stanisława w Bończy.